# Rotan (Texas)
Rotan ist eine Stadt im Fisher County des Bundesstaats Texas in den USA. Das U.S. Census Bureau hat bei der Volkszählung 2020 eine Einwohnerzahl von 1332 ermittelt.

## Geografie
Der Texas State Highway 70 führt durch die Stadt und führt 55 Kilometer nach Norden bis Jayton, 14 Kilometer nach Süden bis Roby und 48 Kilometer nach Osten bis Sweetwater und der Interstate 20. Der Texas State Highway 92 führt von Rotan 32 Kilometer nach Osten nach Hamlin.
Laut dem United States Census Bureau hat Rotan eine Gesamtfläche von 5,24 km²

### Klima
Rotan liegt in einer semiariden Steppenregionen. Laut der Klimaklassifikation nach Köppen und Geiger ist Rotan in einem tropisch und subtropischen Steppenklima.

## Bevölkerung
| Jahr | Einwohnerzahl |
| ---- | ------------- |
| 1910 | 1.126         |
| 1920 | 1.000         |
| 1930 | 1.632         |
| 1940 | 2.029         |
| 1950 | 3.163         |
| 1960 | 2.788         |
| 1970 | 2.404         |
| 1980 | 2.284         |
| 1990 | 1.913         |
| 2000 | 1.611         |
| 2010 | 1.508         |
| 2020 | 1.332         |

Im Jahr 2010 wurde eine Einwohnerzahl von 1.508 Personen ermittelt, was einer Abnahme um 6,4 % gegenüber 2000 entspricht. Das Durchschnittsalter lag 2010 bei 43,8 Jahren. Der Anteil der Frauen überliegt mit 52,1 %. In Rotan gibt es 771 Wohneinheiten, wovon 620 von Haushalte belegt sind.

## Ausbildung
Die Stadt wird vom Rotan Independent School District betreut.

## Persönlichkeiten
- Sammy Baugh (1914–2008), American-Football-Spieler und -Trainer, lebte und verstarb in Rotan
- Ella Hudson Day (1876–1951), Komponistin, war eine der ersten Einwohner